# Ludia monroei
Ludia monroei är en fjärilsart som beskrevs av Jordan 1938. Ludia monroei ingår i släktet Ludia och familjen påfågelsspinnare. Inga underarter finns listade i Catalogue of Life.